# Shun'ya Itō
Shun'ya Itō (伊藤俊也?, Itō Shun'ya; 17 febbraio 1937) è un regista e sceneggiatore giapponese.
È conosciuto principalmente per aver diretto tre film della serie Sasori, appartenenti al genere Pinky violence.

## Carriera
Shun'ya Itō debuttò come regista nel 1972, dirigendo Female Prisoner #701: Scorpion, che lanciò l'attrice Meiko Kaji. Itō diresse anche i due successivi film della serie, Female Convict Scorpion: Jailhouse 41 e Female Prisoner Scorpion: Beast Stable. Nel 1985 diresse Gray Sunset, che vinse l'Awards of the Japanese Academy come miglior film. Nel 1995, Itō diresse Lupin III - Le profezie di Nostradamus, film d'animazione sulle avventure del celebre Arsenio Lupin III. Nel 2003 la canzone Urami-Bushi, scritta da Itō per Female Prisoner #701: Scorpion, fu utilizzata da Quentin Tarantino nella colonna sonora di Kill Bill: Volume 2.

## Filmografia
- "Female Prisoner #701: Scorpion" (女囚７０１号 さそり?, Joshuu 701-gō: Sasori) (1972)
- "Female Convict Scorpion: Jailhouse 41" (女囚さそり 第４１雑居房?, Joshuu sasori: Dai-41 zakkyo-bō) (1972)
- "Female Prisoner Scorpion: Beast Stable" (女囚さそり けもの部屋?, Joshuu sasori: Kemono-beya) (1973)
- "To Trap a Kidnapper" (誘拐報道?, Yūkai hōdō) (1982)
- "Hakujasho" (白蛇抄?, Hakujasho) (1983)
- "Gray Sunset" (花いちもんめ?, Hana ichimonme) (1985)
- "Labyrinth of Flower Garden" (花園の迷宮?, Hanazono no meikyu) (1988)
- "The Glass Cape" (風の又三郎 ガラスのマント?, Kaze no matasaburo - Garasu no manto) (1989)
- "Lupin III - Le profezie di Nostradamus" (ルパン三世 くたばれ！ノストラダムス?, Rupan sansei: Kutabare! Nostradamus) (1995)
- "Pride: The Fateful Moment" (プライド 運命の瞬間?, Pride: Unmei no toki) (1998)
- "What's a Director?" (映画監督って何だ!?, Eiga kantoku tte nanda!) (2006)